# ريك أتكينسون
ريك أتكينسون (بالإنجليزية: Rick Atkinson)‏ هو صحفي ومؤرخ عسكري ومؤرخ أمريكي، ولد في 16 نوفمبر 1952 في ميونخ في ألمانيا.